# 스티기몰로크
스티기몰로크(Stygimoloch)는 중생대 백악기 말기(약 6,600만 년 전), 오늘날 미국에서 서식한 초식 공룡이다. 전체 몸 길이는 약 3m 정도이고, 두개골은 46cm이다. 파키케팔로사우루스과의 공룡 중에서 가장 위협적인 두개골을 가졌다. 두개골 뒷부분에는 4개의 가시처럼 생긴 뿔이 솟아 있는데, 길이가 약 10cm에 달한다. 학명은 '지옥 강(스틱스 강)의 몰록'이란 의미를 갖고 있다. 스티기몰로크는 2020년에 파키케팔로사우루스의 아성체로 결정되었다.